# Olympische Sommerspiele 2008/Taekwondo
Bei den XXIX. Olympischen Sommerspielen 2008 in Peking fanden acht Taekwondo-Wettbewerbe statt, je vier für Frauen und Männer. Austragungsort war das Beijing Science and Technology University Gymnasium im Stadtteil Haidian. Wie bei den übrigen Kampfsportarten gab es in jeder Disziplin neu zwei Bronzemedaillengewinner, da nun auf Entscheidungskämpfe verzichtet wurde.

## Bilanz

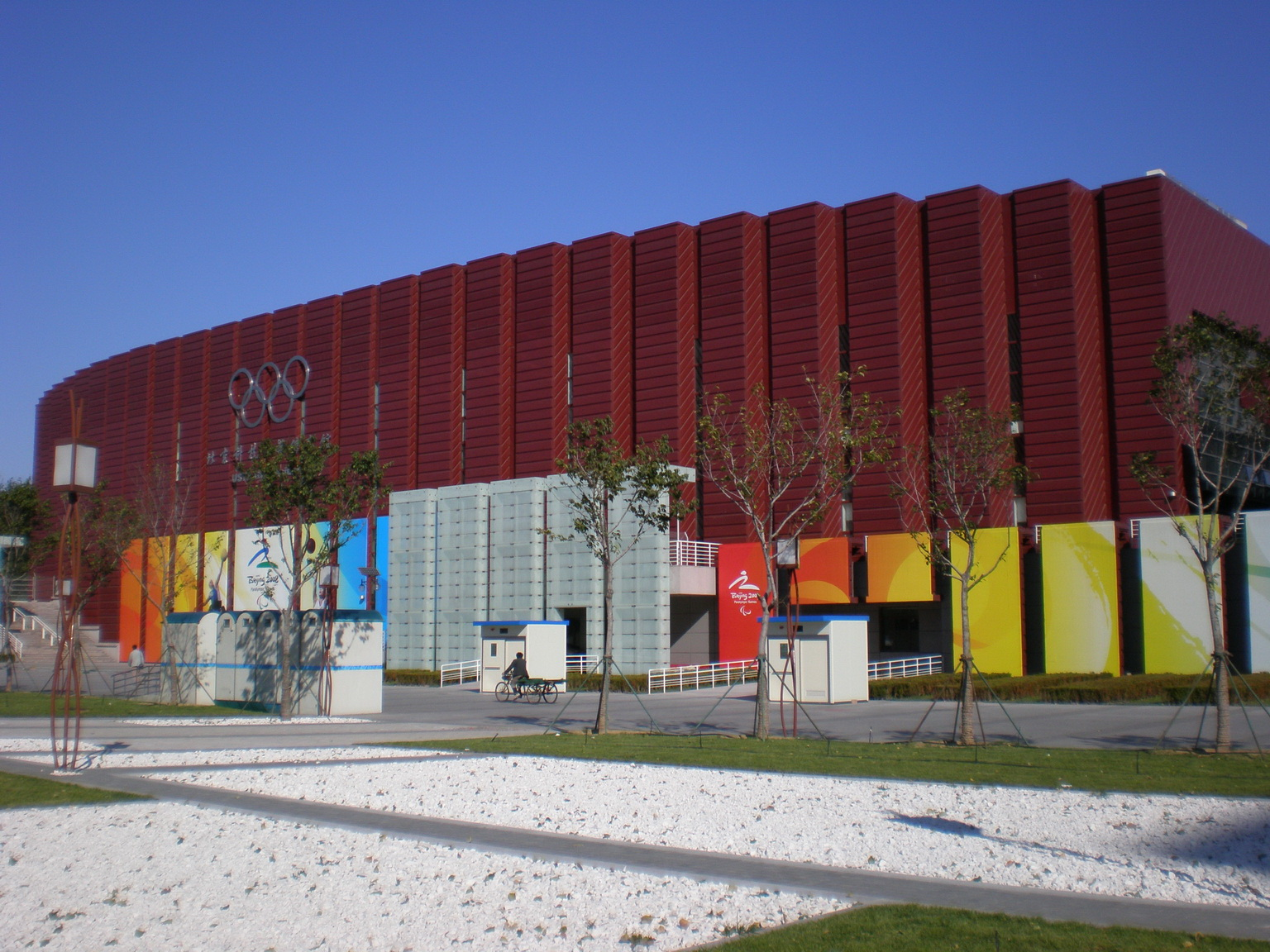
Sporthalle der Wissenschafts- und Technikuniversität

### Medaillenspiegel
| Platz | Land                    | Gold | Silber | Bronze | Gesamt |
| ----- | ----------------------- | ---- | ------ | ------ | ------ |
| 1     | Südkorea                | 4    | –      | –      | 4      |
| 2     | Mexiko                  | 2    | –      | –      | 2      |
| 3     | China                   | 1    | –      | 1      | 2      |
| 4     | Iran                    | 1    | –      | –      | 1      |
| 5     | Vereinigte Staaten      | –    | 1      | 2      | 3      |
| 6     | Türkei                  | –    | 1      | 1      | 2      |
| 7     | Dominikanische Republik | –    | 1      | –      | 1      |
| 7     | Griechenland            | –    | 1      | –      | 1      |
| 7     | Italien                 | –    | 1      | –      | 1      |
| 7     | Kanada                  | –    | 1      | –      | 1      |
| 7     | Norwegen                | –    | 1      | –      | 1      |
| 7     | Thailand                | –    | 1      | –      | 1      |
| 13    | Chinesisch Taipeh       | –    | –      | 2      | 2      |
| 13    | Kroatien                | –    | –      | 2      | 2      |
| 15    | Afghanistan             | –    | –      | 1      | 1      |
| 15    | Brasilien               | –    | –      | 1      | 1      |
| 15    | Frankreich              | –    | –      | 1      | 1      |
| 15    | Großbritannien          | –    | –      | 1      | 1      |
| 15    | Kasachstan              | –    | –      | 1      | 1      |
| 15    | Kuba                    | –    | –      | 1      | 1      |
| 15    | Nigeria                 | –    | –      | 1      | 1      |
| 15    | Venezuela               | –    | –      | 1      | 1      |

### Medaillengewinner
| Konkurrenz     | Gold                 | Silber                | Bronze                               |
| -------------- | -------------------- | --------------------- | ------------------------------------ |
| Fliegengewicht | Guillermo Pérez      | Yulis Mercedes        | Chu Mu-yen Rohullah Nikpai           |
| Leichtgewicht  | Son Tae-jin          | Mark Lopez            | Sung Yu-chi Servet Tazegül           |
| Mittelgewicht  | Hadi Saei Bonehkohal | Mauro Sarmiento       | Steven Lopez Zhu Guo                 |
| Schwergewicht  | Cha Dong-min         | Alexandros Nikolaidis | Chika Chukwumerije Arman Tschilmanow |

| Konkurrenz     | Gold             | Silber           | Bronze                            |
| -------------- | ---------------- | ---------------- | --------------------------------- |
| Fliegengewicht | Wu Jingyu        | Buttree Puedpong | Dalia Contreras Daynellis Montejo |
| Leichtgewicht  | Lim Su-jeong     | Azize Tanrıkulu  | Diana Lopez Martina Zubčić        |
| Mittelgewicht  | Hwang Kyung-seon | Karine Sergerie  | Gwladys Épangue Sandra Šarić      |
| Schwergewicht  | María Espinoza   | Nina Solheim     | Natália Falavigna Sarah Stevenson |

## Ergebnisse Männer

### Fliegengewicht (bis 58 kg)
| Platz | Land | Sportler            |
| ----- | ---- | ------------------- |
| 1     | MEX  | Guillermo Pérez     |
| 2     | DOM  | Yulis Mercedes      |
| 3     | TPE  | Chu Mu-yen          |
| 3     | AFG  | Rohullah Nikpai     |
| 5     | THA  | Chutchawal Khawlaor |
| 5     | ESP  | Juan Antonio Ramos  |
| 7     | GBR  | Michael Harvey      |
| 7     | POR  | Pedro Póvoa         |
|       |      |                     |
| 11    | GER  | Levent Tuncat       |

Datum: 20. August 2008

16 Teilnehmer aus 16 Ländern

### Leichtgewicht (bis 68 kg)
| Platz | Land | Sportler           |
| ----- | ---- | ------------------ |
| 1     | KOR  | Son Tae-jin        |
| 2     | USA  | Mark Lopez         |
| 3     | TPE  | Sung Yu-chi        |
| 3     | TUR  | Servet Tazegül     |
| 5     | PER  | Peter López        |
| 5     | GER  | Daniel Manz        |
| 7     | AFG  | Nesar Ahmad Bahave |
| 7     | NED  | Dennis Bekkers     |

Datum: 21. August 2008

16 Teilnehmer aus 16 Ländern

### Mittelgewicht (bis 80 kg)
| Platz | Land | Sportler        |
| ----- | ---- | --------------- |
| 1     | IRI  | Hadi Saei       |
| 2     | ITA  | Mauro Sarmiento |
| 3     | USA  | Steven Lopez    |
| 3     | CHN  | Zhu Guo         |
| 5     | AZE  | Rashad Ahmadov  |
| 5     | GBR  | Aaron Cook      |
| 7     | NEP  | Deepak Bista    |
| 7     | CIV  | Sébastien Konan |

Datum: 22. August 2008

16 Teilnehmer aus 16 Ländern

### Schwergewicht (über 80 kg)
| Platz | Land | Sportler              |
| ----- | ---- | --------------------- |
| 1     | KOR  | Cha Dong-min          |
| 2     | GRE  | Alexandros Nikolaidis |
| 3     | NGR  | Chika Chukwumerije    |
| 3     | KAZ  | Arman Tschilmanow     |
| 5     | UZB  | Akmal Irgashev        |
| 6     | CRC  | Kristopher Moitland   |
| 6     | MAR  | Abdelkader Zrouri     |

Datum: 23. August 2008

16 Teilnehmer aus 16 Ländern
Nach seiner Niederlage im Kampf um Platz 3 attackierte der Kubaner Ángel Matos in einem Wutausbruch den Schiedsrichter und kickte ihm ins Gesicht. Die World Taekwondo Federation sperrte Matos daraufhin lebenslänglich.

## Frauen

### Fliegengewicht (bis 49 kg)

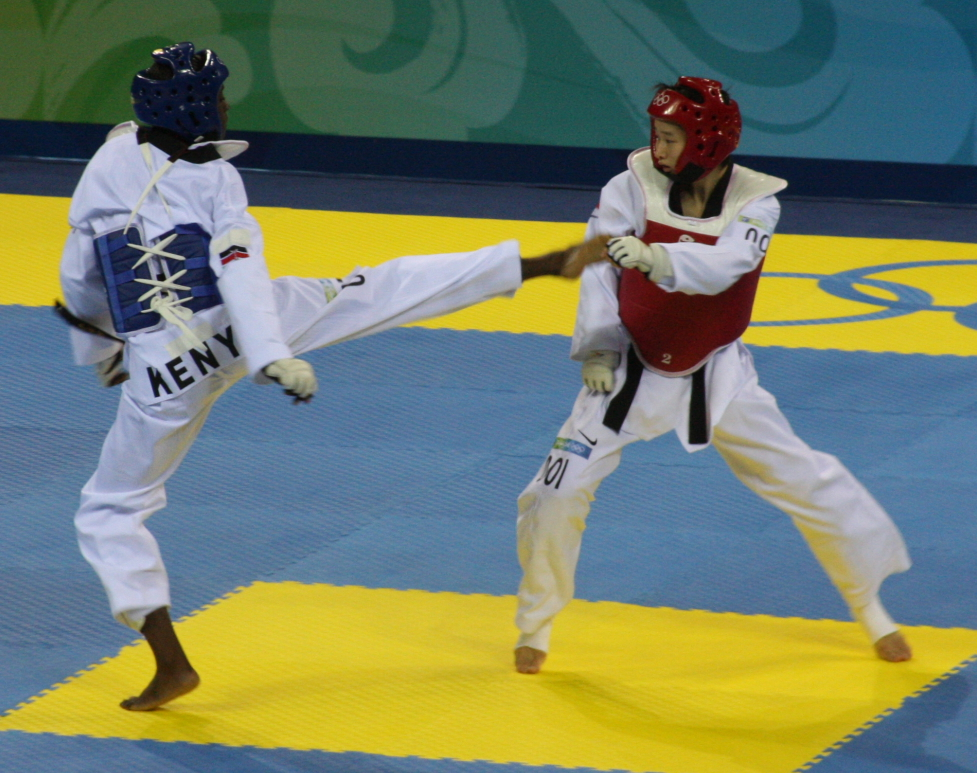
Alango (links) gegen Wu

| Platz | Land | Sportlerin         |
| ----- | ---- | ------------------ |
| 1     | CHN  | Wu Jingyu          |
| 2     | THA  | Buttree Puedpong   |
| 3     | VEN  | Dalia Contreras    |
| 3     | CUB  | Daynellis Montejo  |
| 5     | KEN  | Mildred Alango     |
| 5     | TPE  | Yang Shu-chun      |
| 7     | VIE  | Tran Thi Ngoc Truc |
| 7     | SWE  | Hanna Zajc         |
|       |      |                    |
| 11    | SUI  | Manuela Bezzola    |
| 11    | GER  | Sümeyye Gülec      |

Datum: 20. August 2008

16 Teilnehmerinnen aus 16 Ländern

### Leichtgewicht (bis 57 kg)
| Platz | Land | Sportlerin         |
| ----- | ---- | ------------------ |
| 1     | KOR  | Lim Su-jeong       |
| 2     | TUR  | Azize Tanrıkulu    |
| 3     | USA  | Diana Lopez        |
| 3     | CRO  | Martina Zubčić     |
| 5     | ITA  | Veronica Calabrese |
| 5     | TPE  | Su Li-Wen          |
| 7     | NZL  | Robin Cheong       |
| 7     | MAS  | Teo Elaine         |

Datum: 21. August 2008

16 Teilnehmer aus 16 Ländern

### Mittelgewicht (bis 67 kg)
| Platz | Land | Sportlerin                |
| ----- | ---- | ------------------------- |
| 1     | KOR  | Hwang Kyung-seon          |
| 2     | CAN  | Karine Sergerie           |
| 3     | FRA  | Gwladys Épangue           |
| 3     | CRO  | Sandra Šarić              |
| 5     | AUS  | Tina Morgan               |
| 5     | PUR  | Asunción Ocasio           |
| 7     | UAE  | Sheikha Maitha Al-Maktoum |
| 7     | ARG  | Vanina Sánchez            |
| 9     | GER  | Helena Fromm              |

Datum: 22. August 2008

16 Teilnehmerinnen aus 16 Ländern

### Schwergewicht (über 67 kg)
| Platz | Land | Sportlerin          |
| ----- | ---- | ------------------- |
| 1     | MEX  | María Espinoza      |
| 2     | NOR  | Nina Solheim        |
| 3     | BRA  | Natália Falavigna   |
| 3     | GBR  | Sarah Stevenson     |
| 5     | EGY  | Noha Abd Rabo       |
| 5     | SWE  | Karolina Kedzierska |
| 7     | TUN  | Khaoula Ben Hamza   |
| 7     | MAS  | Che Chew Chan       |

Datum: 23. August 2008

16 Teilnehmerinnen aus 16 Ländern